# حزب تركيا العظمى
حزب تركيا العظمى (بالتركية: Büyük Türkiye Partisi, BTP)‏ كان حزبًا سياسيًا قصير العمر من تركيا في العام 1983.

## الخلفية
في 16 أكتوبر 1981 وبعد انقلاب العام 1980، أغلق الحكم العسكري جميع الأحزاب السياسية (من قبل ما يسمى مجلس الأمن القومي) بصرف النظر عن آرائها السياسية. ولمدة عام ونصف تقريبًا، لم تكن هناك أحزاب سياسية حتى سمح مجلس الأمن القومي بتكوين أحزاب جديدة بقيود صارمة. ووفقًا للتعليمات، لم يُسمح للأحزاب الجديدة باستخدام أسماء الأحزاب السابقة، ولم يُسمح للسياسيين السابقين أن يكونوا أعضاء ميثاق في الأحزاب الجديدة.

## تشكيل الحزب
تم تخطيط حزب تركيا العظمى من قبل أتباع حزب العدالة السابق في تركيا، والذي كان الحزب الحاكم قبل الانقلاب. ومع حظر زعيم حزب العدالة سليمان دميرل سياسيًا، فقد أصبح الحزب المقترح على الفور يعرف باسم حزب دميرل لأن بعض أصدقائه المقربين (مثل حسام الدين جينديروك) كانوا من بين المؤسسين. علاوةً على ذلك، فإن عبارة تركيا العظمى، وهي اسم الحزب، كانت شعارًا سياسيًا لدميرل في اجتماعاته الانتخابية السابقة.
كان زعيم الحزب هو فتحي إسنر، وهو لواء متقاعد. لقد تأُسس الحزب في 21 مايو. دخلت إلى الحزب موجتين من نواب حزب العدالة السابق؛ أول مجموعة تكونت من 134 والأخرى من 33.

## نهاية الحزب
سبب الحزب ضجة كبيرة وكان من الواضح أنه سيكون أحد الحزبين الرئيسيين بعد الانتخابات. ولكن، في 1 يونيو، أغلق مجلس الأمن القومي الحزب. لقد أُحتجز بعض من أعضاء الحزب البارزين وكذلك سليمان دميرل نفسه مؤقتًا في معسكر باسم زينكيربوزان (جرى احتجاز بعض أعضاء حزب الشعب الجمهوري السابق مثل دنيز بايقال أيضًا.)

## ما بعد الإغلاق
كان الحزب التالي الذي شكله أتباع حزب العدالة السابق هو حزب الطريق القويم. ورغم أنه لم يُسمح له بالدخول في انتخابات العام 1983، إلا أنه أصبح الحزب الحاكم في العام 1991 وقد أصبح سليمان دميرل رئيسًا للوزراء ومن ثم رئيسًا لتركيا.